# Голубец, Павел Васильевич
Павел Васильевич Голубец (род. 4 января 1947, Георгиевский городской округ, Ставропольский край - 2 марта 2022) — российский военачальник и государственный деятель. Генерал-полковник (1996).

## Биография
Родился на хуторе Сибаровский в крестьянской семье. В 1964 году окончил среднюю школу в посёлке Коммаяк Кировского района Ставропольского края.
Во внутренних войсках МВД СССР с 1964 года. Окончил Орджоникидзевское высшее военное командное училище МВД СССР имени С. М. Кирова в 1967 году. С 1967 года проходил службу в этом же училище курсовым офицером. В 1972 году направлен на учёбу.
В 1975 году окончил Военную академию имени М. В. Фрунзе. С 1975 года — старший помощник начальника оперативного отдела штаба 43-й конвойной дивизии в Минске. С 1977 года — начальник штаба 626-го конвойного полка (Могилёв). С 1978 года — командир 502-го конвойного полка (Смоленск). С 1980 года — командир 39-й конвойной бригады (пгт Сосьва, Свердловская область). С 1984 года — начальник штаба, а с 1985 года — командир 101-й конвойной дивизии (Челябинск).
С 1988 года первый заместитель начальника — начальник штаба Управления внутренних войск МВД СССР по Уралу, с 1991 года — начальник этого управления. С 1993 года заместитель командующего внутренними войсками — начальник Главного управления кадров внутренних войск МВД России. В этой должности принимал активное участие в событиях 3—4 октября 1993 года в Москве. Сторонники Верховного Совета России называли фамилию П. В. Голубца в числе офицеров, виновных в необоснованном применении оружия и кровопролитии 3 октября 1993 году у телецентра «Останкино» в Москве.
С 18 августа 1995 года — первый заместитель Министра внутренних дел Российской Федерации, с 26 февраля 1996 года первый заместитель Министра внутренних дел Российской Федерации — начальник Главного штаба МВД России. Карьерный рост П. В. Голубца связан с его старым товарищем по училищу и военной службе Министром внутренних дел Российской Федерации генералом армии А. С. Куликовым. Участник Первой чеченской войны. С июля 1996 года являлся начальником Координационного центра МВД России в Чеченской Республике, во время штурма Грозного чеченскими сепаратистами в августе был самым старшим по званию и по должности российским военачальником в Грозном, но не смог организовать отпор. Окруженные подразделения Российской армии, внутренних войск и МВД России разрозненно оборонялись в местах их дислокации, несли большие потери. Поражение в Грозном явилось причиной подписания Хасавюртовских соглашений и вывода российских войск из Чечни.
22 ноября 1996 года был снят с должности по требованию А. С. Куликова. Позднее уволен в отставку.
Жил в Москве. Уже в отставке защитил диссертацию и стал кандидатом юридических наук. Автор учебных пособий для слушателей военных академий.
Умер в Москве 2 марта 2022 года. Похоронен на Новодеревенском кладбище в Балашихе (до 2003 года - деревня Новая) вместе с супругой.
Награждён орденом «За личное мужество» (7.10.1993), медалями.